# Bayonetta 3
Bayonetta 3 és un joc d'acció i aventura desenvolupat per Platinum Games i publicat per Nintendo. És la tercera entrega de la sèrie Bayonetta, que actua com a seqüela de Bayonetta (2009) i Bayonetta 2 (2014). Està dirigit per Yusuke Miyata i produït per Yuji Nakao, amb la supervisió del director executiu i creador de la sèrie Hideki Kamiya. El joc va ser anunciat conjuntament per Nintendo i PlatinumGames el desembre de 2017. Igual que a Bayonetta 2, el personatge principal, Bayonetta, té un disseny i un pentinat únics, a més de tenir accés a diverses habilitats noves.
Bayonetta 3 es va publicar a Nintendo Switch el 28 d'octubre de 2022.